# Bowmore
Bowmore est un village de 862 habitants sur l'île d'Islay, sur les rives du Loch Indaal. Fondée en 1768, c'est aujourd'hui la capitale administrative de l'île. Elle a donné son nom à la célèbre distillerie de whisky qui produit le Bowmore Single Malt.

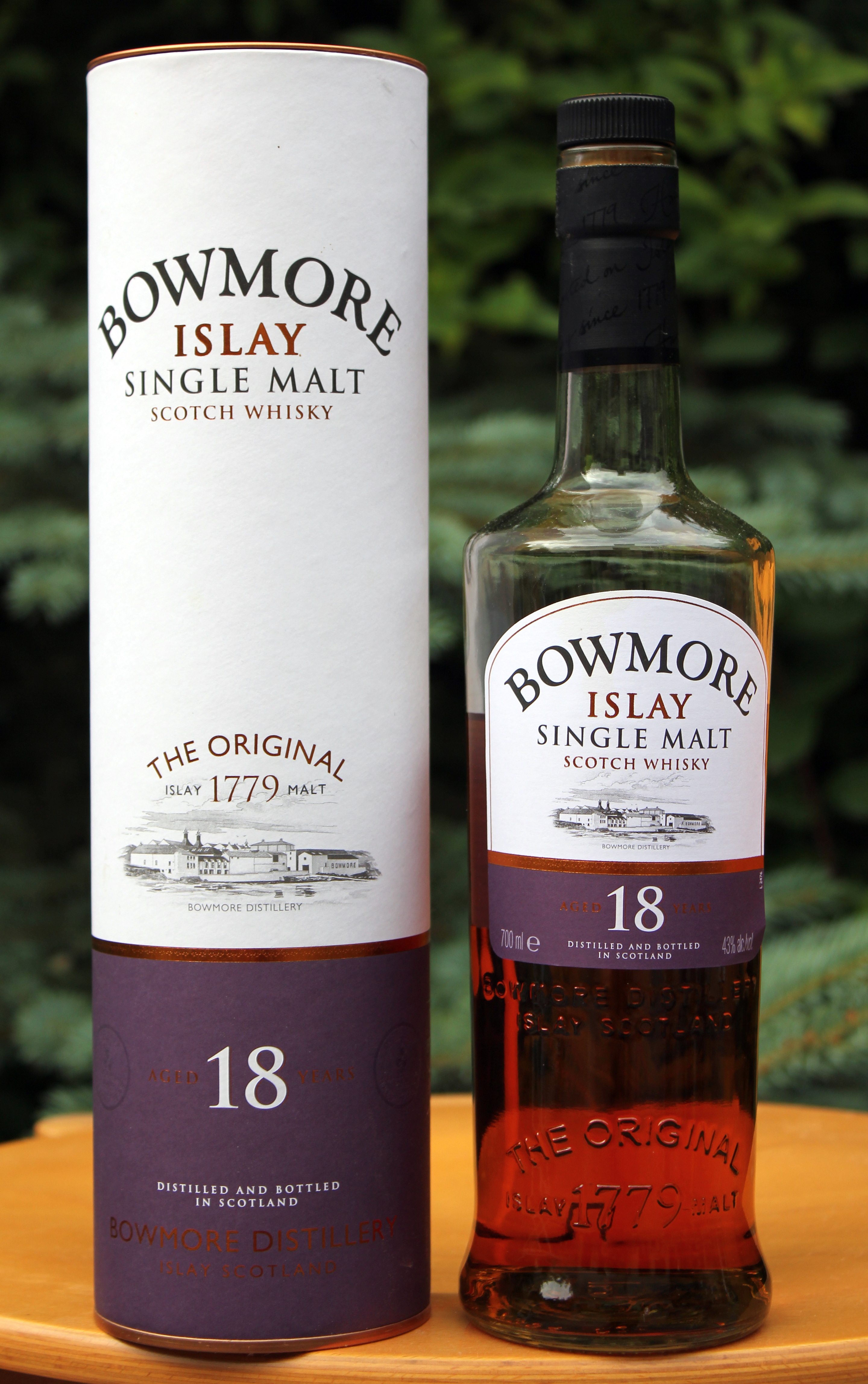
Bouteille de whisky Bowmore Islay Single Malt 18 ans.

En 1992, la ville compte 400 habitants.